# Hieracium prenanthoides
Épervière fausse prénanthe, Épervière à feuilles de prénanthe
Espèce
L’Épervière fausse prénanthe ou Épervière à feuilles de prénanthe (Hieracium prenanthoides) est une espèce de plante à fleurs de la famille des Astéracées.
C'est une plante herbacée vivace.

## Synonymie
Selon BioLib (30 aout 2019) :
- Hieracium bupleurifolium Tausch
- Hieracium hoegeri (Zahn) P.D. Sell & C. West
- Hieracium lanceolatum Vill.

Selon INPN (30 aout 2019) :
- Aracium prenanthoides (Vill.) D.Dietr., 1847
- Hieracium hypoglaucum (Litv. & Zahn) Üksip, 1960
- Hieracium panduriforme Dulac, 1867
- Hieracium prenanthoides subsp. hypoglaucum Litv. & Zahn
- Hieracium prenanthoides subsp. prenanthoides Vill., 1779
- Hieracium prenanthoides subsp. pseudoprenanthes (J.Serres) Zahn, 1921
- Hieracium prenanthoides var. bupleurifolium Wimm. & Graebn.
- Hieracium pseudoprenanthes J.Serres, 1855